# Stéphane Allagnon
Pour les articles homonymes, voir Allagnon.
Stéphane Allagnon est un réalisateur, scénariste et producteur de cinéma français, né le 11 mai 1967 à Paris.

## Biographie
Stéphane Allagnon a grandi à Isigny-sur-Mer.  

## Filmographie
- 2002 : Athènes-Helsinki (court-métrage)
- 2007 : Vent mauvais, avec Jonathan Zaccaï, Bernard Le Coq et Aure Atika.